# Gundsømagle
Gundsømagle är en ort på Själland i Danmark.   Den ligger i Roskilde kommun och Region Själland, i den östra delen av landet, 27 km väster om Köpenhamn. Antalet invånare är 2 584. 
Närmaste större samhälle är Roskilde, 11 km sydväst om Gundsømagle. Trakten runt Gundsømagle består till största delen av jordbruksmark. Före 2007 ingick orten i Gundsø kommun.